# 别样芽胞杆菌属
别样芽胞杆菌属（学名：Allobacillus），是芽孢桿菌科下的一个属。  

## 下属分类
- Allobacillus halotolerans Sheu et al. 2011